# 王绪 (东晋)
王绪（—397年5月29日），字仲业，太原郡晋阳县（今山西省太原市），东晋官员。

## 生平
晋安帝即位后，王国宝再度去侍奉会稽王司马道子，推荐共曾祖的堂弟王绪为琅邪内史。司马道子任命王绪为辅国将军、琅邪内史，又统帅石头城的士兵，在建邺驻守。王绪仍然兼任会稽王从事中郎，居中当权，宠幸当政。王绪也是有名的狡诈奸邪之徒。司马道子又被迷惑，以王国宝为心腹，王国宝和王绪都因为受贿穷奢极欲，不知道限度，被当时人憎恨。
当时王恭因为有才能出任兖青二州刺史，他讨厌司马道子和王国宝乱政，多有忧国的言论。司马道子等人也深深的忌惮王恭，将要谋划除去王恭的兵权。还没来得及实行，王恭讨伐王国宝的檄文就于隆安元年四月甲戌（397年5月19日）到了，王国宝惶恐不知所措。王绪劝说王国宝，让他假托司马道子的命令，征召王珣和车胤来杀掉，以除去众人的希望，接着挟持皇帝和宰相征讨诸侯。王国宝答应了。王珣和车胤前来，王国宝不敢害他们。
司马道子无力抵抗诸侯，想要把罪责推给王国宝，四月甲申（397年5月29日），司马道子派谯王司马尚之收捕王国宝到廷尉，赐令王国宝自杀，又将王绪在集市斩首，以向王恭道歉。

## 家庭

### 曾祖
- 王承，西晋东海郡太守[10]

### 祖父
- 王延，东晋郎中[10]

### 父亲
- 王乂，东晋抚军[1][10]